# La Chambre du General
|  | Denne artikel er oprettet af botten Steenthbot ud fra en ekstern database. Den kan derfor have sproglige fejl eller mangler. Denne skabelon kan fjernes efter kontrol af indholdet. |

La Chambre du General er en dansk spillefilm fra 2022 instrueret af Georges Marion.